# Psychotria montana
Psychotria montana är en måreväxtart som beskrevs av Carl Ludwig von Blume. Psychotria montana ingår i släktet Psychotria och familjen måreväxter. Inga underarter finns listade i Catalogue of Life.